# Liometopum luctuosum
Liometopum luctuosum är en myrart som beskrevs av Wheeler 1905. Liometopum luctuosum ingår i släktet Liometopum och familjen myror. Inga underarter finns listade i Catalogue of Life.

## Bildgalleri

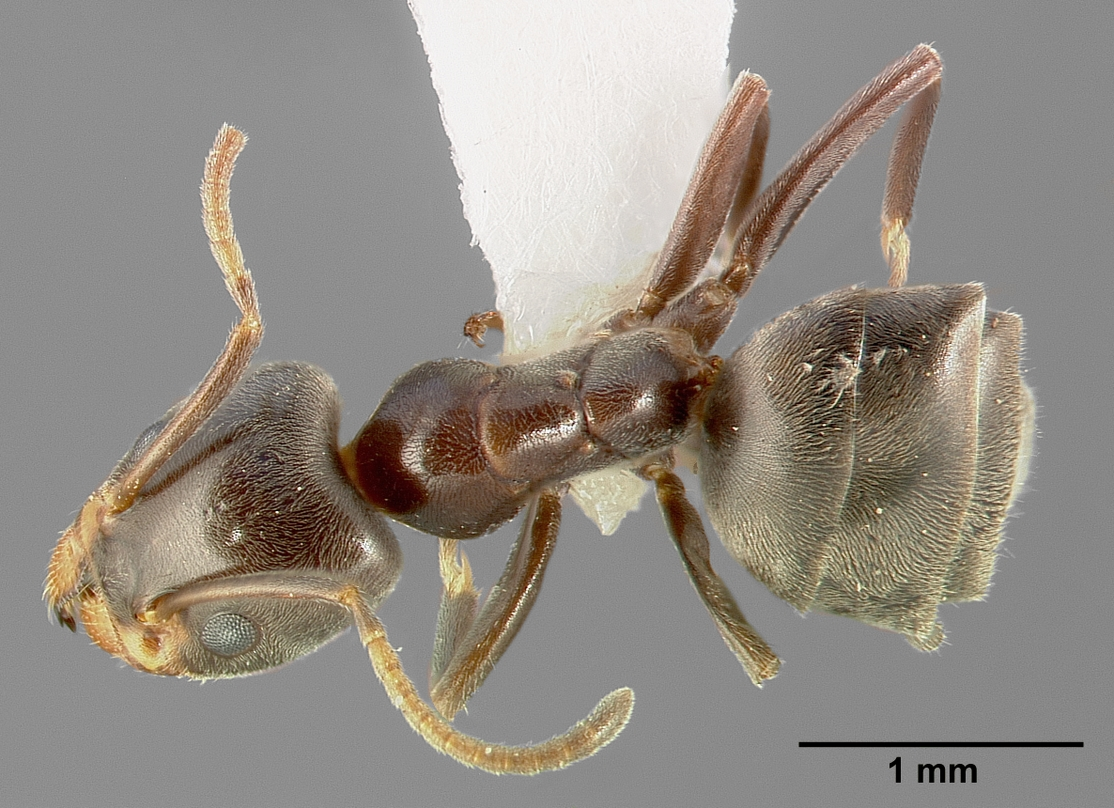
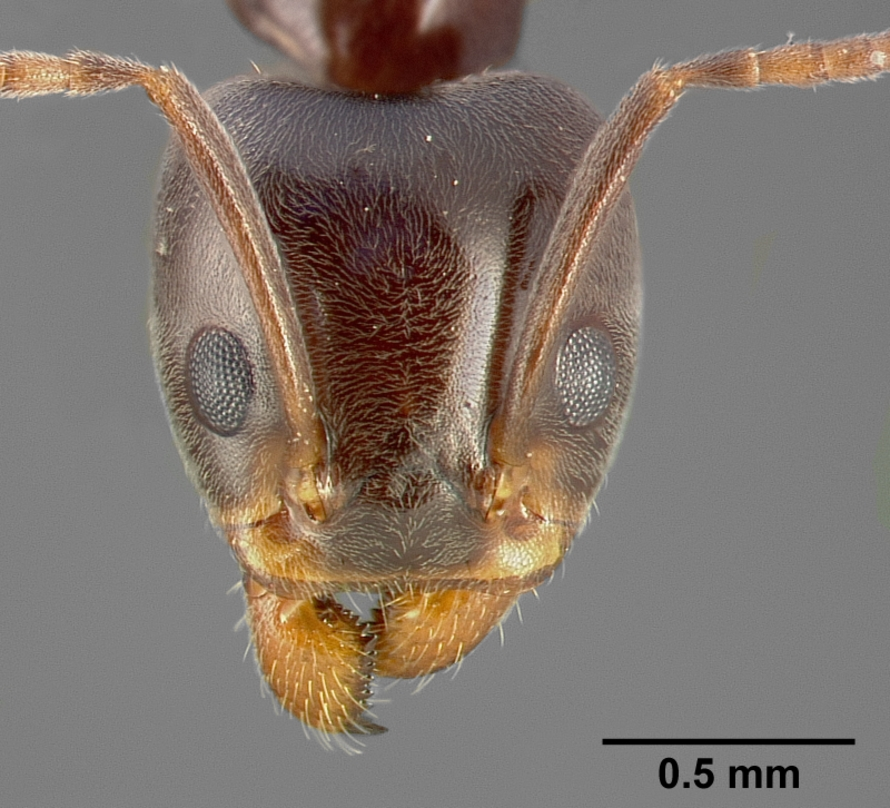
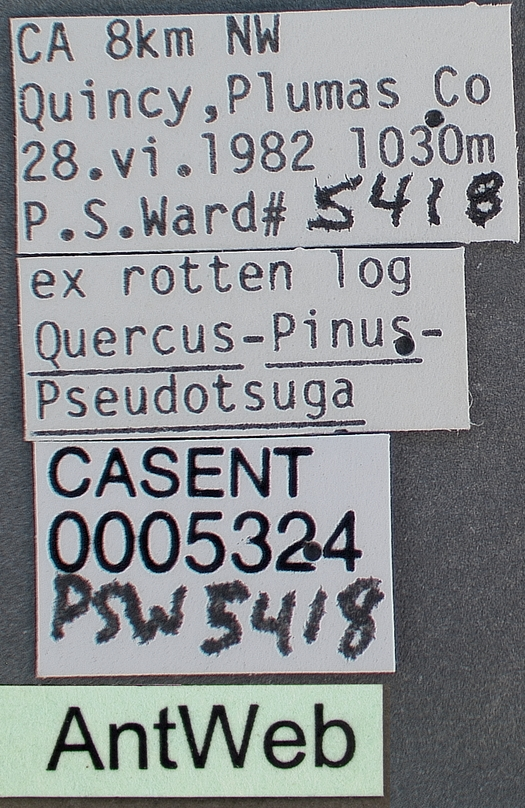
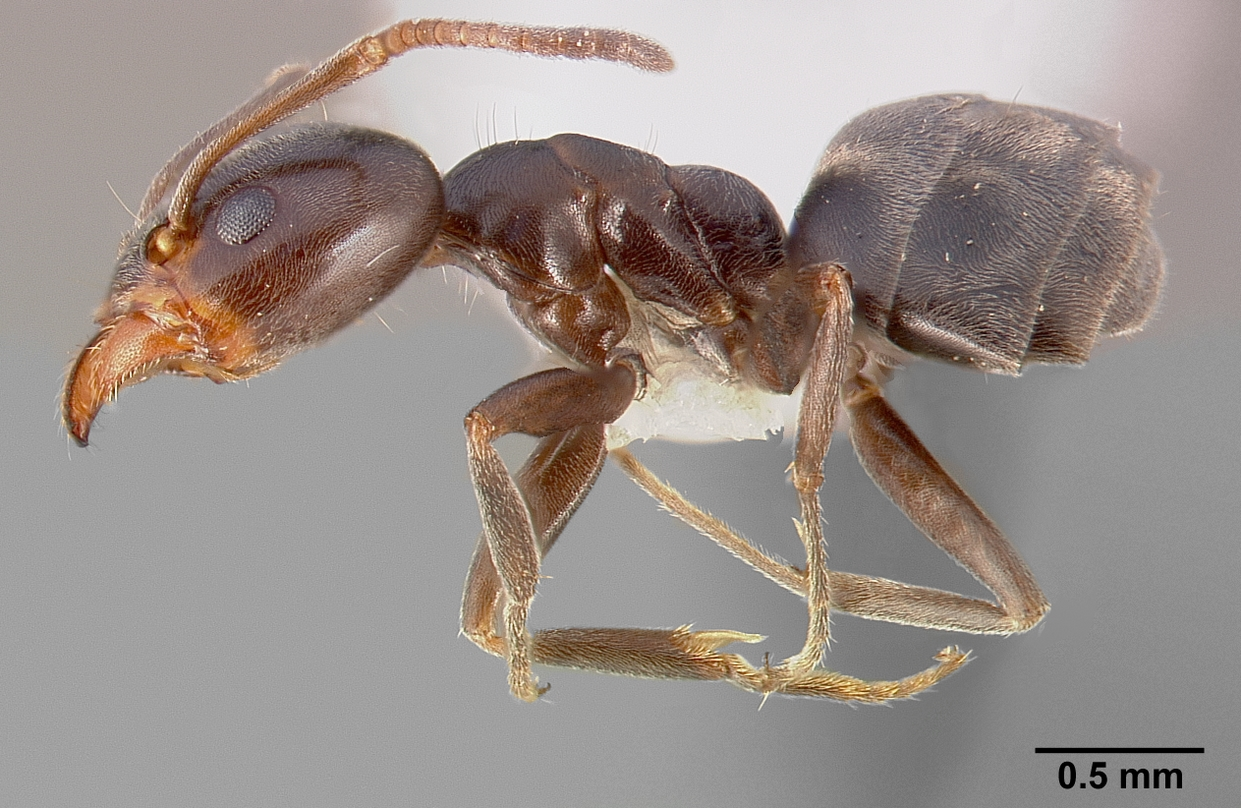
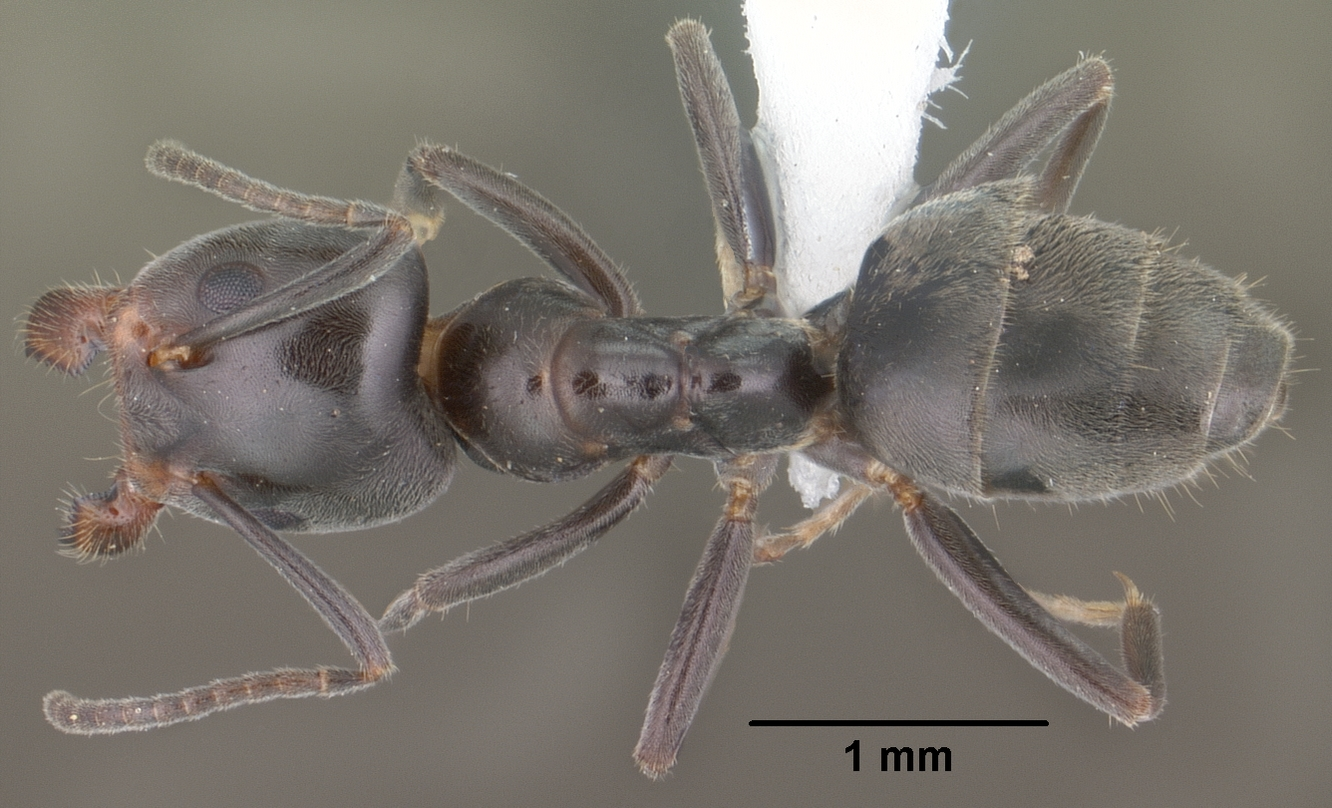
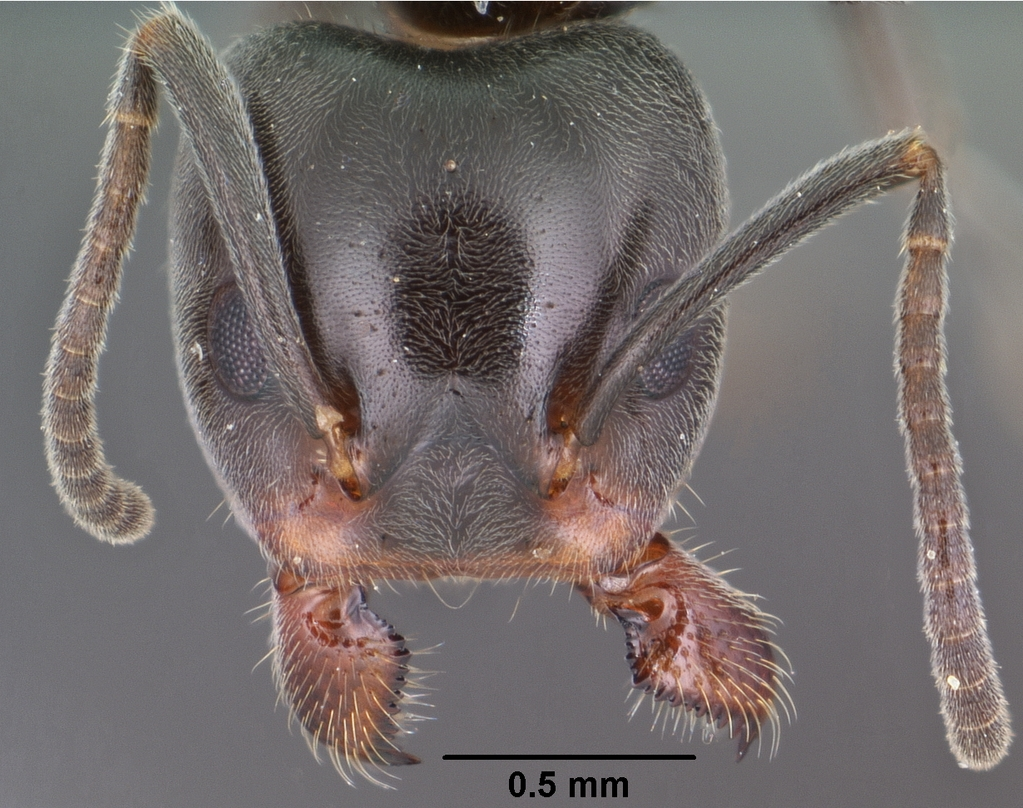